# ديدييه برونر
ديدييه برونر (بالفرنسية: Didier Brunner)‏ هو منتج أفلام فرنسي، ولد في 6 مارس 1948 في نويي-سور-سين في فرنسا.

## وصلات خارجية
- ديدييه برونر على موقع IMDb (الإنجليزية)
- ديدييه برونر على موقع قاعدة بيانات الفيلم (الإنجليزية)